# Peter Ehrlich
Peter Ehrlich (Lipsia, 25 marzo 1933 – Zurigo, 26 luglio 2015) è stato un attore tedesco, che fu attivo principalmente in campo televisivo e teatrale.
Tra cinema e - soprattutto - televisione, partecipò ad una cinquantina di differenti produzioni, a partire dall'inizio degli anni sessanta, lavorando perlopiù in vari film TV. Tra suoi ruoli principali, figurano, tra l'altro, quello di Oskar Liberherr nel film TV Die Bestattung des Oskar Lieberherr (1970), quello di Erich Halbfass nel film La morale di Ruth Halbfass (1972), ecc.  Era inoltre un volto noto al pubblico per essere apparso in diversi episodi della serie televisiva L'ispettore Derrick.
A teatro, lavorò soprattutto al Teatro di Zurigo, oltre che al Thalia-Theater di Amburgo, al Renaissance-Theater di Berlino, ecc.
Era il marito dell'attrice Elisabeth Roon e il padre della cantante Sabine E. 

## Filmografia parziale

### Cinema
- Er kanns nicht lassen (1962)
- Emil and the Detectives (1964)
- La morale di Ruth Halbfass (Die Moral der Ruth Halbfass, 1972)
- Eintausend Milliarden (1974)
- Berlinger (1975)
- Un uomo, una donna e una banca (1979)
- Die schwarze Spinne, regia di Mark M. Rissi (1983)
- Zürich - Transit (1992)
- Diebinnen (1996)
- Der Einstein des Sex (1999)

### Televisione
- Wer einmal aus dem Blechnapf frißt - miniserie TV (1962)
- Der Schattenboxer - film TV (1963)
- König Richard III - film TV (1964)
- Geschichten aus dem Wienerwald - film TV (1964)
- Flucht ohne Ausweg - miniserie TV (1967)
- Ein Mann namens Harry Brent - miniserie TV (1968)
- Die Bestattung des Oskar Lieberherr - film TV (1970)
- La morte viene dal passato - film TV (1970)
- Leb wohl, Judas - film TV (1971)
- Die drei Gesichter der Tamara Bunke - film TV (1971)
- Der Kommissar - serie TV, 2 episodi (1971-1974) - ruoli vari
- Nicht nur zur Weihnachtszeit - film TV (1972)
- Die Verschwörung des Fiesco zu Genua - film TV (1975)
- Der Tag, an dem der Papst gekidnappt wurde - film TV (1977)
- L'ispettore Derrick - serie TV, ep. 06x02, regia di Theodor Grädler (1979)
- Ein Pariser Abenteuer - film TV (1982)
- Tatort - serie TV, 3 episodi (1983-2002) - ruoli vari
- L'ispettore Derrick - serie TV, ep. 10x06, regia di Jürgen Goslar (1983)
- L'ispettore Derrick - serie TV, ep. 12x03, regia di Theodor Grädler (1986)
- Ein heikler Fall - serie TV, 1 episodio (1986)
- Wer einsam ist, der hat es gut weil keiner da, der Ihm was tut - film TV (1986)
- L'ispettore Derrick - serie TV, ep. 14x09, regia di Franz-Peter Wirth (1987)
- Schwarz Rot Gold - serie TV, 1 episodio (1988)
- Il commissario Kress (Der Alte) - serie TV, 1 episodio (1989)
- Hessische Geschichten - serie TV, 1 episodio (1990)
- L'ispettore Derrick - serie TV, ep. 18x05, regia di Theodor Grädler (1991)
- Freunde fürs Leben - serie TV, 1 episodio (1992)
- Un caso per due - serie TV, 1 episodio (1993)
- L'ispettore Derrick - serie TV, ep. 20x08, regia di Zbyněk Brinych (1993)
- Die Gerichtsreporterin - serie TV (1994)
- Ein Herz für Laura - film TV (1995)
- Deutschlandlied - miniserie TV (1996)
- Polizeiruf 110 - serie TV, 1 episodio (1998)
- Die Straßen von Berlin - serie TV, 1 episodio (1999)
- Millionenschwer verliebt - film TV (2006)

## Premi e riconoscimenti
- 1991: Hersfeld-Preis come miglior attore[6]